# OeAZ
OeAZ (Russisch: УАЗ) is een Russische autofabrikant. De letters staan voor Oeljanovski avtomobilny zavod ("Automobielfabriek Oeljanovsk"). Op exportmarkten gebruikt de fabrikant tegenwoordig de afkorting UAZ als merknaam voor de verschillende modellen terrein- en bedrijfsauto's.

## Geschiedenis
De fabriek werd in 1941 opgericht ten behoeve van het Sovjet-leger naar aanleiding van de Duitse inval. Het eerste voertuig was de toen al bekende en eerder gebouwde ZIS-5, een drie ton zware vrachtwagen voor onder andere bevoorrading.
Meer bekendheid kreeg OeAZ met de OeAZ 69, gevolgd door de modellen OeAZ 469 en de later populaire OeAZ 452 die anno 2017 nog altijd worden geproduceerd. De OeAZ 469 is een terreinauto met de bijnaam "geit". Deze terreinwagen is ook veel als militair voertuig ingezet in het Oostblok en veel andere landen.
De OeAZ 452 – bijgenaamd "Boechanka" of "broodje" – is een bestelwagen of minibus en kent vele varianten, van ambulance tot schoolbus en politieauto. De maximale snelheid is ongeveer 115 km/u. Voorloper was de tweewielaangedreven OeAZ-450 die geproduceerd werd van 1958 tot 1966. De vierwielaangedreven 452 is vanaf dan stapsgewijs aan de tijd aangepast. Een enigszins vergelijkbare auto is de TV uit Roemenië.
Op 18 februari 1974 liep de miljoenste OeAZ van de productieband, een 452. Sinds de jaren 90 worden er ook andere, moderne modellen terreinauto's en SUV's gebouwd.

## In Nederland
In het najaar van 2017 werd bekendgemaakt dat het merk vanaf januari 2018 officieel in Nederland zou worden geïmporteerd. Het bedrijf UAZ Nederland in Zutphen leverde de klassieke terreinauto UAZ Hunter en minibus UAZ Bukhanka, evenals de moderne SUV UAZ Patriot en de daarvan afgeleide Pickup en Profi.
De nieuwe UAZ'en werden na levering in Nederland eerst omgebouwd om aan de Europese regelgeving te voldoen en kregen op basis van een individuele typegoedkeuring een kenteken.
De levering van UAZ'en in Nederland is per augustus 2023 gestaakt.
Andere exportmarkten voor UAZ in Europa zijn Tsjechië, België, Bulgarije, Italië en Zweden.

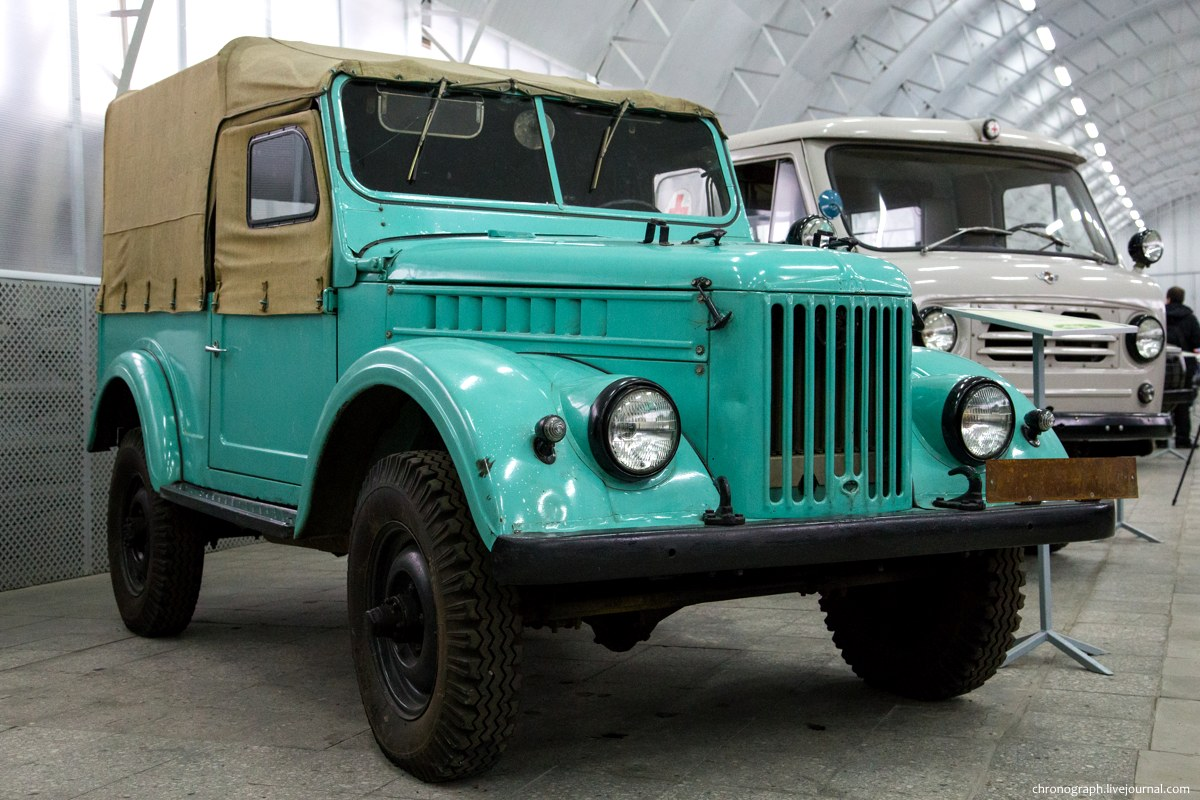
OeAZ-69
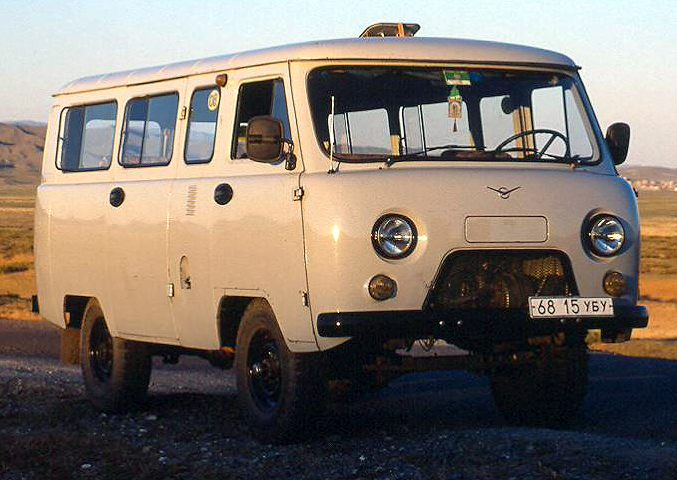
OeAZ-452
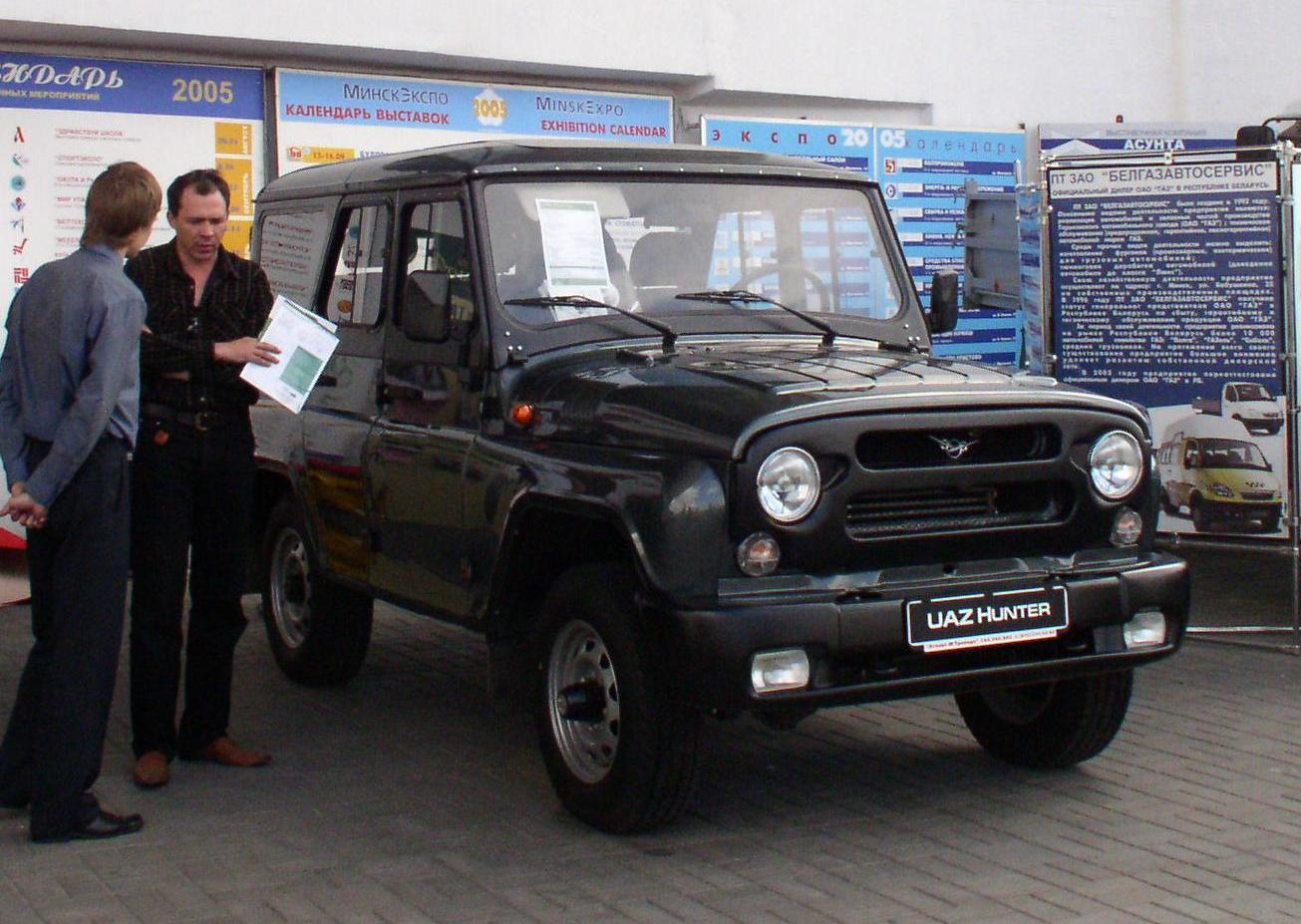
UAZ Hunter
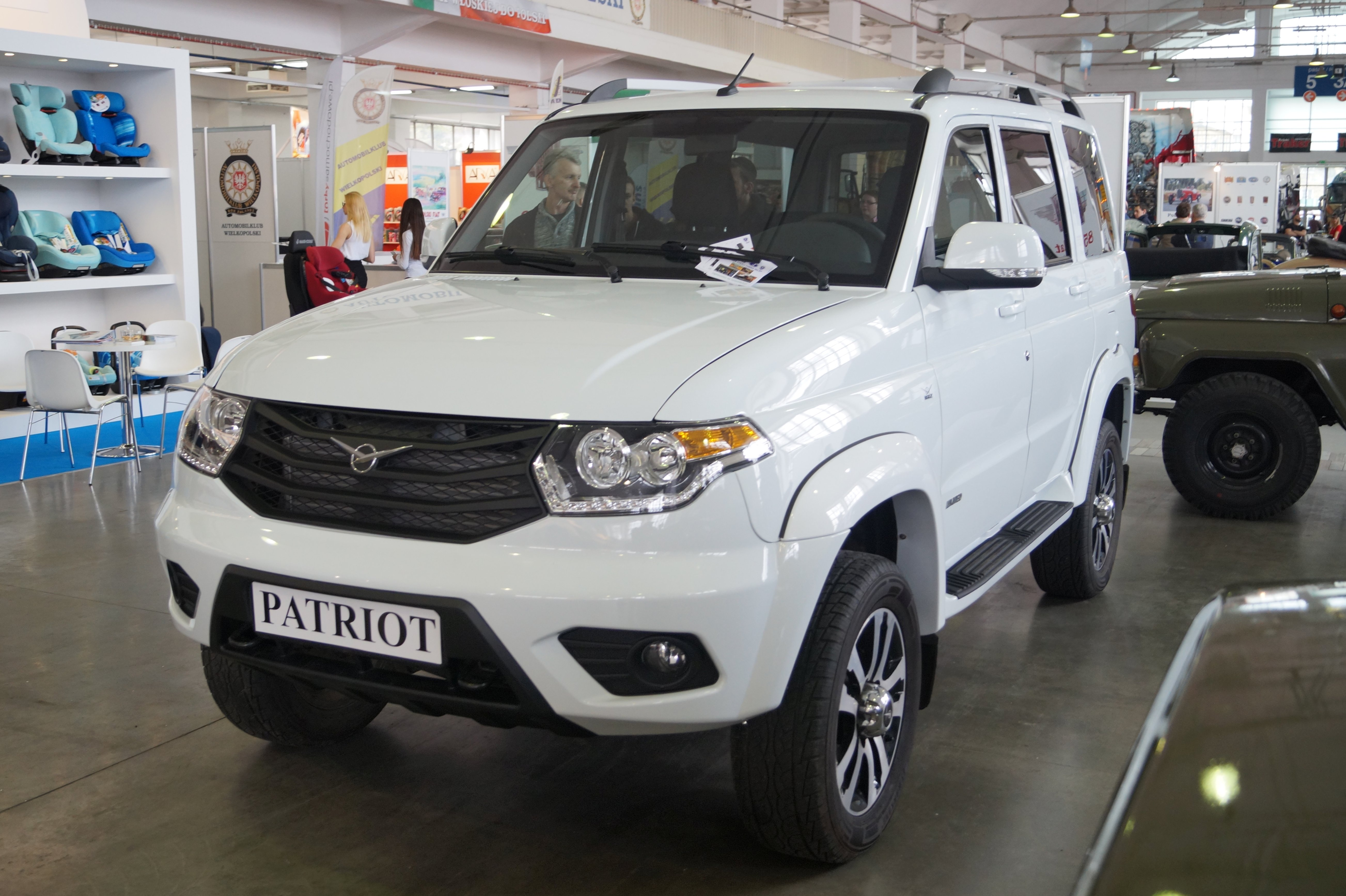
UAZ Patriot

- Library of Congress Control Number: n86132140
- Virtual International Authority File: 134954647